# 돌핀급 잠수함

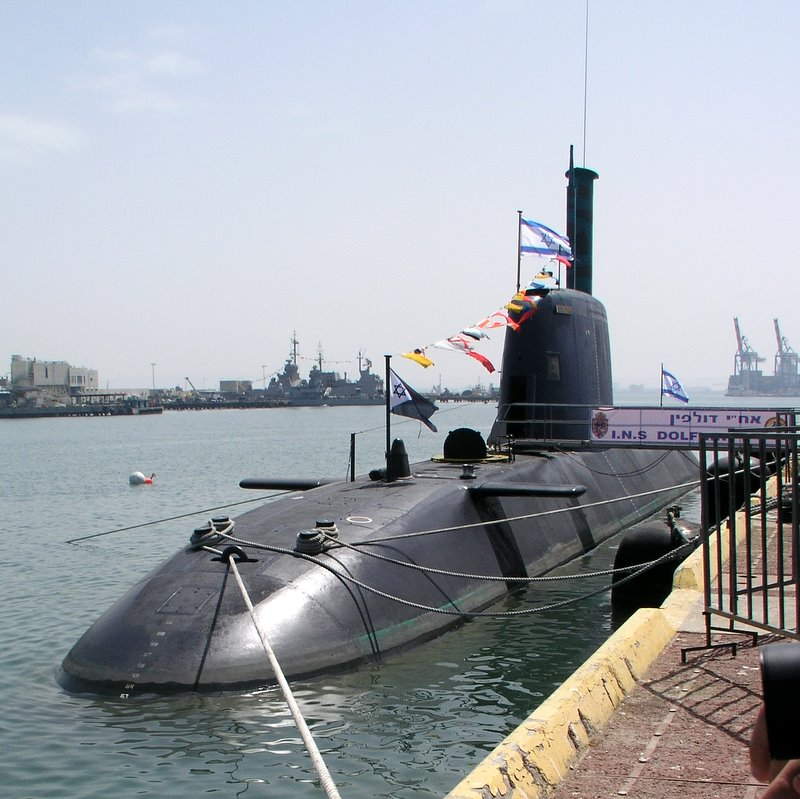

돌핀급 잠수함은 이스라엘의 핵미사일을 탑재한 소형 디젤 잠수함이다. 독일에서 생산되었다. 209급 잠수함을 매우 많이 개조한 모델이다. 성능은 다른 핵잠수함에 비해 낮지만 이스라엘은 해군이 약하기 때문에 소형으로 만들어도 충분히 성능을 발휘할 것이다.

## 함정
- Dolphin 1998년 5월
- Leviathan 1999년
- Tekumah 1999년

3번함 Tekumah만이 이스라엘이 구입한 것이며, 1번함 2번함은 독일이 이스라엘에 기증하였다. 1991년 걸프전 당시, 독일의 회사가 이라크의 화학무기 개발을 지원한 것이 발각되었다. 독일은 이에 대한 보상의 차원에서, 이스라엘에 1번함 돌핀함과 2번함 리바이어던함을 기증했다. 돌핀급 잠수함은 1970년대부터 운용한 이스라엘의 갈급 잠수함을 대체하게 된다.

## 제원
- 수상배수량: 1,640 톤
- 수중배수량: 1,900 톤
- 잠수심도:: 최소 200 m
- 길이: 57 m (187 ft)
- 높이: 6.8 m (22.5 ft)
- 폭: 6.2 m (20.5 ft)
- 추진체: 디젤-전기식, 3개의 디젤엔진, 1개의 축, 4,243 shp,
- 속도: 20 노트
- 승무원: 35명 승무원 + 10명의 특수부대 요원
- 무장:
  - 6 × 21 인치 (533 mm) 어뢰관 (서프하푼 발사가능)
  - 4 x 25.5 인치 어뢰관
  - 기뢰부설능력

25.5인치 어뢰관이 문제가 되었다. 이스라엘은 이 어뢰관을 반드시 요구하였고, 독일의 유보트 제작사는 이 요구조건 때문에 상당한 개조를 해야 했다. 이스라엘 해군측은 이 어뢰관으로 수중 침투 요원을 보낸다는 것이지만, 사정거리 1500 km 인 팝아이 터보 크루즈 핵미사일을 발사하기 위한 것이라고 널리 인식되고 있다. 이스라엘은 이러한 내용을 부인하고 있으나, 미국 해군은 2000년에 이스라엘이 스리랑카 인근 인도양에 정박한 잠수함에서 행한 순항 미사일 시험을 탐지했다.

## 2척 추가 구매
이스라엘은 2005년 11월 주문을 하여, 212급 잠수함 2척의 구매계약을 독일 HDW 사와 2006년 8월 6일에 체결했다. 2010년에 인도될 예정이다. 일부에서는 돌핀급 2척이라고 보도했고, 일부에서는 212급 잠수함이라고 보도하였다. 건조비용은 13억 달러(약 1조2500억원)으로, 건조비의 1/3은 독일정부가 부담한다.

### 알려진 제원
- 승무원: 35명
- 순항거리: 4,500 km

## 타국의 핵미사일 탑재 디젤 잠수함
핵미사일을 탑재한 디젤 잠수함은 냉전 시절 소련이 사용한 적이 있다. 골프급 잠수함은 디젤엔진을 사용하며, 사정거리 8,000 km의 SSN-8 탄도미사일 6발을 발사할 수 있다.
1994년에 조선민주주의인민공화국은 취역한지 4년이 안된 골프급 잠수함을 포함, 총 40척의 연구용 잠수함을 러시아로부터 수입하였다. 이 무역을 중개한 것은 일본의 무역회사였다. 조선민주주의인민공화국으로 잠수함이 인도되기 전인 1994년 4월에, 일본 통산성은 러시아에 일본 조사관으로 하여금 잠수함을 검사할 수 있도록 허가해줄 것을 의뢰했었다. 무기로 전용되는 것이 아닌가 하는 관측이 있었다.
한국의 중소 유통업체인 영유통은 1994년 10월 6일 러시아 국방성과 계약을 체결하여 37,000톤 급 항공모함인 노보로시스크호(430만 달러)와 민스크호(460만 달러)를 비롯하여 34척의 중고 군함을 고철로 수입한다고 보도되었다. 16척은 러시아에서 분해되어 들여왔고, 18척은 모든 장비를 철거하고 들여오기로 하였다. 그 후 추가계약을 체결하여, 225척의 러시아 군함을 추가로 고철 수입하기로 하였다. 고철로 도입되는 러시아 군함에는 대잠함 자하로프 및 차라예프호 등 수상함 1백 27척, 보조함 93척, 원자력잠수함 6척을 포함한 잠수함 39척이 포함되었다. 여기에 골프급이 포함되어 있는지는 알 수 없으나, 이들 함정의 수입시에도 일본과 미국이 무기전용의 가능성이 있다고 예민한 반응을 보였었다.
과거에는 핵미사일은 초음속 탄도미사일로 발사하는 관행이 있었고, 따라서 탄도미사일을 발사하기 위해서는 대형의 잠수함이 필요했다. 그러나, 요즘에는 전 세계 잠수함의 표준격인 533미리 어뢰관에서 발사가능한 토마호크 미사일이 미국에서 개발된 이래, 여러 나라에서 토마호크와 유사한 533미리 어뢰관을 사용하는 미사일이 개발되었다.(예를 들면, 한국의 천룡 순항 미사일) 따라서, 과거에는 원자력 추진의 대형 잠수함이나 핵미사일 공격능력이 있었지만, 요즘은 소형 재래식이건 대형 원자력추진식이건 구분없이, 사실상 모든 잠수함에서 핵미사일 공격능력이 있다고 볼 수 있다.

## 같이 보기
- 214형 잠수함
- 216형 잠수함
- 041형 잠수함